# Свети Василий (Русе)
„Свети Василий Велики“ в Русе е православният параклис при многопрофилната болница за активно лечение Русе.
Построен и осветен е в началото на 20 век, когато са изградени и останалите сгради на болничния комплекс, по модерната по онова време френска павилионна система. В този вид параклисът, обслужван от свещениците на най-близкия храм „Успение Богородично“, функционира до края на 1940-те години.
През 1952 година храмът е превърнат в склад, а иконостасът, иконите и църковната утвар от него са пренесени в новопостроения храм „Свети Архангел Михаил“. През 1964 г. сградата претърпява основно преустройство, за да се превърне в отделение по патоанатомия, което през 1998 година е преместено в новооткрития хирургичен блок към болницата.
През 2005 година по инициатива на ръководството на болницата започват работи по възстановяването на параклиса „Свети Василий Велики“, като ремонтът е извършен със средства на Дирекция „Вероизповедания“, дарения от депутатите Лъчезар Тошев и Теодора Константинова, компании и граждани на Русе.